# John Fastolf
Sir John Fastolf KG (Caister, 1380 – Caister, 5 de novembro de 1459) foi um proprietário de terras e cavaleiro inglês da Idade Média tardia que lutou na Guerra dos Cem Anos.Ele ganhou notoriedade mundial e reputação mais duradoura como o protótipo, em alguma parte, do personagem de Shakespeare, Sir John Falstaff. Ele também ficou conhecido por sua capacidade de liderança em batalha, como um patrono da literatura e até como empresário.

## Família
Vindo de uma família de pequena nobreza em Norfolk, John Fastolf nasceu em 6 de novembro de 1380 na mansão de Caister Hall, uma propriedade da família que mais tarde ele transformou em Castelo Caister, mas da qual pouco resta agora além de o fosso cheio de água. Filho de Sir John Fastolf (falecido em 1383) e Mary Park (falecido em 2 de maio de 1406), ele pertencia a uma antiga família Norfolk originalmente assentada em Great Yarmouth, onde está registrado desde o século XIII. Membros notáveis da família nas gerações anteriores incluíam Thomas Fastolf, Bispo de St David, e seu irmão, Nicholas Fastolf, Lord Chief Justice of Ireland. Muitos dos familiares tinham sido oficiais de justiça de Great Yarmouth desde a época de Eduardo I, e um certo Hugh Fastolf era xerife de Norfolk em 1390.
Em 13 de janeiro de 1409, na Irlanda, Fastolf casou-se com Millicent Tibetot (1368–1446), filha e co-herdeira de Robert, Lord Tiptoft, e viúva de Sir Stephen Scrope (filho de Richard, Lord Scrope). Este casamento trouxe-lhe uma quantidade significativa de terras, incluindo as mansões de Castle Combe e Bathampton em Wiltshire, Oxenton em Gloucestershire e várias propriedades em Somerset e Yorkshire. Essas terras renderam a ele uma renda de £ 240 por ano, uma soma considerável que equivalia a cinco vezes a receita que Fastolf ganhou de suas próprias propriedades. Ele estabeleceu uma quantia de £ 100 por ano sobre sua esposa para seu próprio uso, mas de outra forma manteve suas propriedades para si mesmo até sua morte, às custas do filho de Millicent com seu primeiro casamento, Stephen Scrope (Enteado de Fastolf). A esposa de Fastolf era significativamente mais velha do que ele e o casal não tinha filhos.

## Primeiros anos
De acordo com o biógrafo de Fastolf, Stephen Cooper, dada a origem de sua família, Fastolf deve ter recebido uma educação adequada para os padrões da época. Em um depoimento em tribunal prestado na França em 1435, ele afirmou ter visitado Jerusalém quando menino, entre 1392 e 1393, que deve ter estado na companhia de Henrique Bolingbroke, mais tarde Henrique IV. Diz-se que Fastolf foi escudeiro de Thomas Mowbray, duque de Norfolk, antes que este fosse banido em 1398.
O paradeiro de Fastolf durante o golpe de Lancaster de 1399 (quando Henrique IV tomou a coroa de Ricardo II) é desconhecido, mas em 1401 ele entrou na comitiva do segundo filho do rei Henrique IV, Tomás de Lancaster (mais tarde duque de Clarence), sob cujo serviço ele permaneceria até 1415. Thomas havia sido nomeado por seu pai para manter a ordem na Irlanda, e foi aqui que Fastolf viu pela primeira vez uma ação militar. O oficial comandante de Fastolf era Sir Stephen Scrope, com cuja viúva ele se casou após sua morte em 1408.

## Guerra dos Cem Anos

### Serviço inicial na França
De 1415 a 1439, ele esteve no norte da França, onde serviu às ordens de Henrique V e do irmão do rei, o duque de Bedford. Ele participou do cerco de Harfleur em 1415, mas foi invalidado para casa e perdeu Agincourt, embora tenha retornado para defender Harfleur contra a tentativa francesa de recapturá-lo no inverno de 1415-1416.
Ele era o Mestre da Casa em Bedford e governador da província de Maine e Anjou, e em 25 de fevereiro de 1426, criou o Cavaleiro Companheiro da Mais Nobre Ordem da Jarreteira. Mais tarde neste ano, ele foi substituído em seu comando por John Talbot; e ele se tornou uma figura um tanto controversa após o Cerco de Orléans.
Em 1421, durante a ocupação inglesa de Paris, ele se tornou "governador" (efetivamente, o guardião) da Bastilha, provavelmente por um ano.
Depois de uma visita à Inglaterra em 1428, ele retornou à guerra, e em 12 de fevereiro de 1429, quando comandava o comboio do exército inglês antes que Orléans derrotasse os franceses e escoceses na Batalha dos Arenques. Em sua biografia de Fastolf The Real Falstaff (2010), Stephen Cooper realoca essa batalha de Rouvray-Saint-Denis para Rouvray-Sainte-Croix.

### Encontros com Joana d'Arc
Durante o cerco de Orléans em 1429, os franceses planejaram abandonar a cidade depois de ouvir rumores (que eram verdadeiros) de que John Fastolf estava vindo com uma força para reforçar os sitiantes ingleses. Jean de Dunois (conhecido como "O Bastardo de Orléans", pois era filho ilegítimo de Luís I, duque de Orléans) decidiu não contar a Joana d'Arc e deixá-la fora das decisões de liderança, ao que ela respondeu de forma famosa:
Desgraçado, Desgraçado, em nome de Deus ordeno-lhe que, assim que souber da vinda de Fastolf, me avise. Pois, se ele passar sem que eu saiba, juro que mandarei cortar sua cabeça.
O líder francês cedeu a ela, e ela levantou com sucesso o cerco.
Ela passou a tomar cidades no vale do Loire, incluindo Jargeau em 12 de junho de 1429, embora Fastolf tivesse tentado reforçar com tropas e armas de pólvora. Depois de uma série de derrotas inesperadas e repentinas, Talbot e Fastolf resolveram confrontar os franceses na batalha para pôr fim ao seu sucesso, levando assim à Batalha de Patay em 18 de junho de 1429. Joana estava liderando este exército e estava presente em a batalha, embora o quanto de um papel ela teve nela seja contestado.

### A Batalha de Patay e a reputação de Fastolf
Patay foi uma derrota séria para os ingleses. 200–300 homens foram mortos e mais de 2 mil capturados, incluindo Talbot. Fastolf, no entanto, escapou. De acordo com o historiador francês Jehan de Waurin, que estava presente, o desastre foi devido à precipitação de Talbot, e Fastolf só fugiu quando a resistência era impossível. Outros relatos o acusam de covardia, e é verdade que John, duque de Bedford o suspendeu da Ordem da Jarreteira e foi acusado de covardia de Talbot. Por fim, em 1442, um inquérito foi convocado pela Ordem da Jarreteira, provavelmente por insistência de Fastolf. Isso foi favorável a Fastolf e ele foi readmitido honrosamente na ordem. Este incidente foi retratado desfavoravelmente por Shakespeare em Henry VI, Parte 1 (ato IV cena I). Ao todo, Fastolf levou treze anos para limpar seu nome e, mesmo assim, sua reputação ainda estava manchada.

### Carreira posterior
Fastolf continuou a servir com honra na França, e foi confiado por Bedford e por Ricardo de York. Apesar do escândalo associado ao incidente de Patay, ele ocupou vários comandos militares, incluindo as capitanias de Honfleur (1424 a 1434), Verneuil (1429) e Caen (1430 a 1437).
Em 1435, ele redigiu um documento conhecido como relatório ou memorando propondo uma nova abordagem estratégica para a guerra na França. Nele, ele critica a política atual baseada em uma guerra de cercos e propõe uma estratégia ofensiva baseada em chevauchées em grande escala. O documento é um raro exemplo sobrevivente de pensamento estratégico militar por um soldado profissional da Idade Média.
Ele só voltou para casa finalmente em 1440, quando passava dos sessenta anos de idade. Mas o escândalo contra ele continuou, e durante a rebelião de Cade em 1450 ele foi acusado pelos rebeldes de ter sido a causa dos desastres ingleses por "diminuir as guarnições da Normandia".

## Propriedade e investimentos
Fastolf, como outros soldados ingleses, lucrou com as guerras na França ao obter terras nos territórios conquistados. Ele recebeu Frileuse perto de Harfleur por Henrique V e passou a construir um portfólio de propriedades considerável na Normandia, incluindo quatro solares no Pays de Caux no valor de £ 200 por ano. Mais tarde, ele se tornou o Barão de Sillé-le-Guillaume e, portanto, um membro da nobreza lá, uma posição que nunca alcançou em casa. Mas a instabilidade do domínio inglês lhe custou muito em receitas perdidas. Seu Pays de Caux. Os feudos tiveram uma renda de apenas £ 8 depois da revolta normanda de 1435. Ele começou na década de 1430 a vender suas propriedades, mas ainda em 1445 possuía propriedades na França no valor de £ 401, incluindo 10 castelos, 15 feudos e uma pousada. Tudo isso se perdeu na reconquista francesa.

## "Ele sempre foi cruel e vingativo..."
Na década de 1950, o acadêmico de Oxford KB McFarlane mostrou que Fastolf ganhou grandes somas de dinheiro na França, que ele conseguiu transferir de volta para a Inglaterra e investir em terras e propriedades. Na época, sua reputação era mista. Um servo escreveu sobre ele: "Ele sempre foi cruel e vingativo, e na maior parte do tempo sem piedade e misericórdia" (Carton Letters, i. 389); e esta observação se tornou famosa porque foi registrada na carta. Além de sua parte na propriedade de sua esposa, ele tinha grandes propriedades em Norfolk e Suffolk, uma casa em Southwark em Londres e onde também era dono do Boar's Head Inn. O local de sua casa em Southwark, conhecido como Fastolf Place ou Palace, foi escavado na década de 1990, mas apenas alguns pedaços de revestimento foram encontrados.
A partir de 1435, e ainda mais aposentado, ele foi o autor de numerosos memorandos, que transmitiu ao governo da época, sobre a estratégia e a política a seguir em relação à guerra na França. Eles foram preservados por seu secretário William Worcester e finalmente publicados pelo reverendo Joseph Stevenson no século XIX.  Ele também se sentou no centro de um importante círculo literário, que produziu manuscritos em francês e inglês para ele.
Seus últimos anos foram perturbados por litígios e disputas a respeito de suas propriedades em East Anglian, nas quais foi ajudado por John Paston, com quem era parente por meio da esposa de Paston, Margaret, e de Sir William Yelverton, e por brigas entre facções no tribunal que acabou levando à chamada Guerra das Rosas. Paston e Yelverton seriam dois dos principais protagonistas nas batalhas por sua propriedade após sua morte. Fastolf estava inclinado a simpatizar com Ricardo, duque de York, a quem conheceu e serviu na França, mas seria um exagero dizer que ele se tornou um "yorkista". Ele ficou viúvo durante a última década de sua vida, quando morava em Southwark e Caister, e não tinha herdeiro. Ele parece ter sido uma figura um tanto solitária e fez várias tentativas de redigir um testamento.

## Morte e sepultamento
Ele morreu em Caister em 5 de novembro de 1459. Ele foi enterrado ao lado de sua esposa Millicent na Abadia de São Benet em um corredor especialmente construído às suas custas no lado sul da igreja da abadia, da qual ele tinha sido um benfeitor generoso. Durante a última década de sua vida, ele foi um aliado político próximo e amigo de John Paston, que ficou famoso por meio das Cartas de Paston, uma coleção de mais de mil itens de correspondência entre membros da família Paston. O testamento no leito de morte de Fastolf nomeando John Paston como seu executor e herdeiro levou a muitos anos de litígio. As ruínas da Abadia de São Benet ainda podem ser visitadas, assim como as ruínas do Castelo Caister. O castelo nunca se tornou o lar de uma capela, como Fastolf pretendia. Em vez disso, passou para a família Paston. A maior parte da fortuna de Sir John foi passada para o Magdalen College, em Oxford, onde ele é lembrado como um benfeitor e onde há uma Sociedade Fastolf.

## Retratos culturais

### Shakespeare
Fastolf aparece na peça inicial de Shakespeare, Henrique VI, parte 1, como um cavaleiro covarde que abandona o heróico Lord Talbot. Nos dois primeiros fólios, o nome do personagem é fornecido como 'Falstaffe' e não como Fastolf. Quando Shakespeare escreveu Henrique IV, parte 1, ambientado nos primeiros anos da carreira de Fastolf, ele criou um companheiro de benção de má reputação para o jovem príncipe Hal chamado Sir John Oldcastle. Os descendentes do verdadeiro Oldcastle reclamaram, então o nome foi mudado para Sir John Falstaff, nome pelo qual ele é identificado em três peças posteriores.
A tradição da covardia fanfarrã de Fastolf pode ter sugerido o uso de seu nome. Alguns escritores também sugeriram que Fastolf preferia Lollardy, que também era associado a Oldcastle, então essa circunstância pode ter ajudado na adoção do nome. Stephen Cooper considera que não há de fato nenhuma evidência de que Fastolf era um lolarda, e indícios substanciais de que ele era de fato católico como seu antigo mestre Henry V.
Outros pontos de semelhança entre o histórico Fastolf e o Falstaff do dramaturgo podem ser encontrados em seu serviço sob Thomas Mowbray, e associação com um Boar's Head Inn. Mas Falstaff não é, em nenhum sentido verdadeiro, uma dramatização do soldado real, mais um amálgama de alguns personagens reais com uma pitada de licença criativa. Na verdade, o idoso Falstaff morre no início do reinado de Henrique V, quando Fastolf estava no meio de sua carreira.

### Retratos posteriores
Fastolf aparece como personagem de destaque no videogame da Koei conhecido como Bladestorm: The Hundred Years 'War, no qual ele é visto como um contribuidor para a causa da Inglaterra, empunhando uma espada longa como sua arma principal.
Ele é o tema de um romance de Robert Nye intitulado Falstaff (Editora: Allison & Busby; New Ed edition (1 de outubro de 2001))
Fastolf é também um adversário no videogame da Ensemble Studios, Age of Empires II: The Age of Kings. Fastolf luta ao lado da Inglaterra.
Mais recentemente, ele apareceu sob seu sobrenome shakespeariano Falstaff no filme The King da Netflix de 2019, atuando tanto como o companheiro do jovem príncipe Henrique nas devassidões de taverna e, mais tarde, como o veterano experiente em batalha responsável pela estratégia da vitória de Henrique V em Agincourt.